# Minerve, Hérault
Minerve (occitanska: Menèrba) är en kommun i departementet Hérault i regionen Occitanien i södra Frankrike. Kommunen ligger i kantonen Olonzac som tillhör arrondissementet Béziers. År 2022 hade Minerve 96 invånare.

## Befolkningsutveckling
Antalet invånare i kommunen Minerve
Referens:INSEE